# Africké mistrovství národů
Africké mistrovství národů (nelze zaměňovat s Africkým pohárem národů), francouzsky Championnat d'Afrique des nations (zkratka CHAN), je fotbalový turnaj pořádaný CAF, jehož se účastní ligové výběry afrických států.
Z komerčních důvodů nese turnaj jméno hlavního sponzora TotalEnergies African Nations Championship.

## Historie

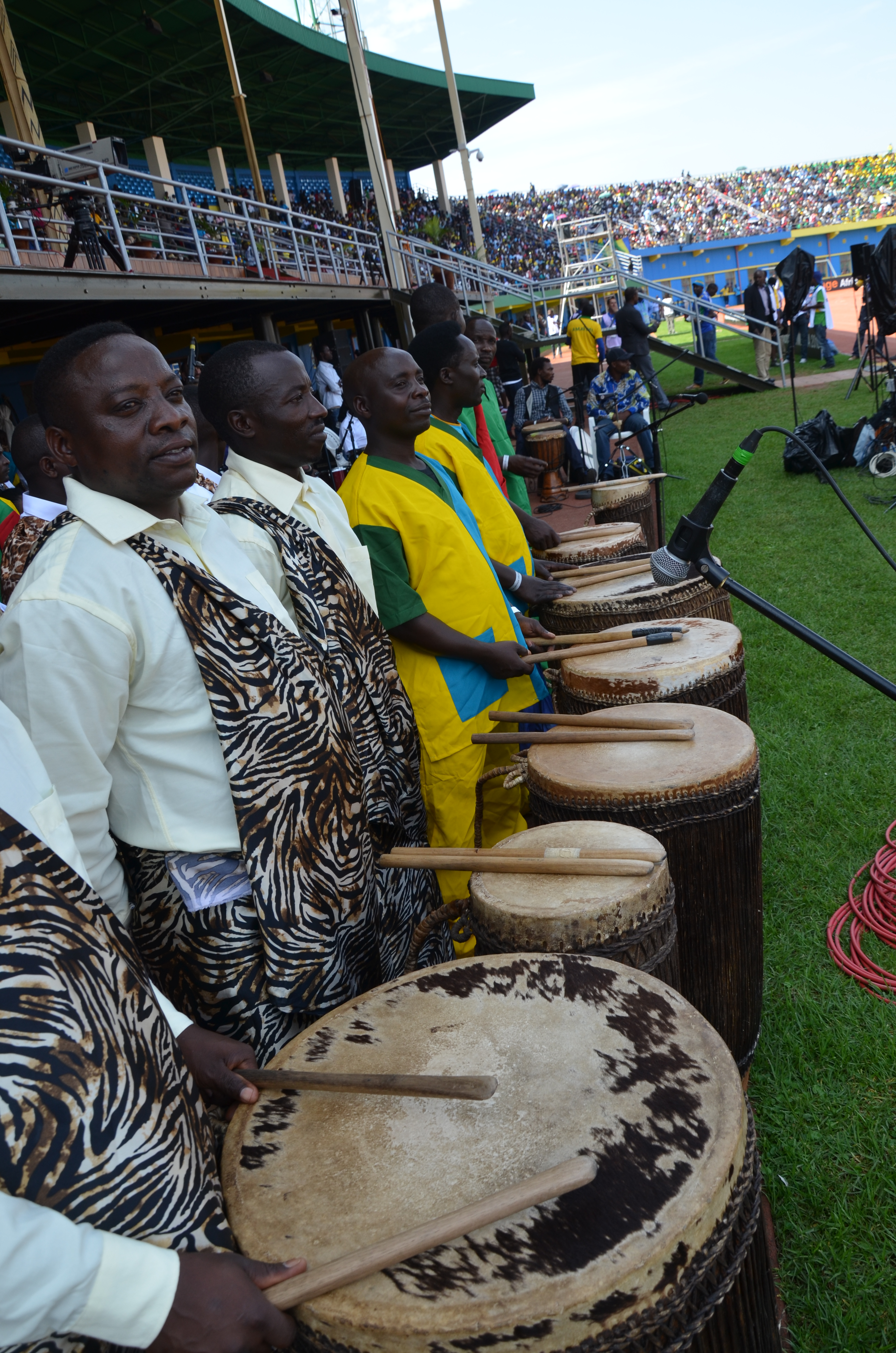
Zahajovací ceremoniál.

Africké mistrovství národů bylo založeno roku 2007 ve snaze povzbudit africký klubový fotbal, trpící odchodem kvalitních hráčů do bohatších zemí Evropy či Blízkého východu. Proto se ho smějí zúčastnit výhradně fotbalisté působící v domácí soutěži. Od Afrického poháru národů se liší také systémem kvalifikace: zatímco skupiny APN se losují podle výkonnostního klíče, na AMN je předem určeno šest geografických zón, jejichž vítězové postoupí do finálového turnaje; počet účastníků doplní na osm mužstvo pořádající země a druhý tým nejpočetnější jihoafrické zóny. Od roku 2014 byl počet účastníků zvýšen na šestnáct mužstev, rozdělených do čtyř skupin po čtyřech.
První ročník mistrovství se konal roku 2009 na Pobřeží slonoviny a zvítězila v něm Demokratická republika Kongo před Ghanou a Zambií.
Druhý ročník uspořádal v únoru 2011 Súdán; vyhrálo Tunisko, které ve finále porazilo Angolu a třetí místo obsadil domácí tým.
Další Africké mistrovství národů bylo plánováno na rok 2014 do Libye – počínaje ročníkem 2013 totiž CAF rozhodla přeložit Africký pohár národů na liché roky, aby nekolidoval s mistrovstvím světa, a Africké mistrovství národů jako méně významná soutěž muselo ustoupit. Kvůli nepokojům v Libyi nakonec turnaj uspořádala Jihoafrická republika, vítězi se však stali právě Libyjci, když ve finále porazili Ghanu v penaltovém rozstřelu. Třetí místo připadlo fotbalistům Nigérie.
Další šampionát se uskutečnil v lednu a únoru roku 2016 ve Rwandě. Vítězství po sedmi letech slavil tým z Demokratické republiky Kongo, který ve finále porazil 3:0 Mali. Třetí skončilo Pobřeží slonoviny.
Páté mistrovství se odehrálo v Maroku v roce 2018. Vyhrál jej domácí tým, když ve finále porazil 4:0 Nigérii. Bronz získal výběr Súdánu.
Další ročník soutěže proběhl v roce 2021 v Kamerunu. Titul obhájilo Maroko, když porazilo mužstvo z Mali poměrem 2:0. Bronz tentokrát vybojovala Guinea.
Sedmé mistrovství se odehrálo v roce 2023 v Alžírsku. Vyhrál jej Senegal před domácím týmem a Madagaskarem.
Další turnaj je plánován na rok 2025 do Keni, Tanzanie a Ugandy.

## Medailisté
| Šampionát | Rok  | Vítěz         | 2. místo      | 3. místo          |
| --------- | ---- | ------------- | ------------- | ----------------- |
| 1.        | 2009 | DR Kongo      | Ghana         | Zambie            |
| 2.        | 2011 | Tunisko       | Angola        | Súdán             |
| 3.        | 2014 | Libye         | Ghana         | Nigérie           |
| 4.        | 2016 | DR Kongo      | Mali          | Pobřeží slonoviny |
| 5.        | 2018 | Maroko        | Nigérie       | Súdán             |
| 6.        | 2020 | Maroko        | Mali          | Guinea            |
| 7.        | 2022 | Senegal       | Alžírsko      | Madagaskar        |
| 8.        | 2024 | bude oznámeno | bude oznámeno | bude oznámeno     |